# Gracilechinus stenoporus
Gracilechinus stenoporus is een zee-egel uit de familie Echinidae.
De wetenschappelijke naam van de soort werd in 1942 gepubliceerd door Theodor Mortensen.